# Maria Magdalena (Gentileschi)
Maria Magdalena och Den botfärdiga Magdalena kan avse flera oljemålningar av den italienska barockkonstnären Artemisia Gentileschi.  

## Konstnären
Artemisia Gentileschi föddes i Rom och gick i lära hos fadern Orazio, en av Caravaggios tidiga efterföljare. Efter ungdomsårens caravaggism utvecklades hennes stil gradvis mot elegantare kompositioner och en ljusare färgskala inspirerad av venetiansk kolorism. Hon är känd för sina skildringar av starka kvinnliga personligheter från Bibeln, helgonlegender och grekisk-romersk mytologi, till exempel Judit, Batseba, Susanna, Katarina av Alexandria och Danaë. Hennes tavlor har ofta tolkats i ljuset av hennes kamp mot orättvisor som kvinnlig konstnär och framför allt den våldtäkt hon utsattes för av Agostino Tassi 1611 när hon var 17 år och som fick henne att lämna Rom för Florens. Gentileschi var den första kvinnan att vinna ryktbarhet som historiemålare och blev 1616 invald i Florens prestigefulla Accademia delle Arti del Disegno(en).

## Motivet
Maria från Magdala, eller Maria Magdalena, beskrivs i Nya testamentet som en viktig ledargestalt i den tidiga kristna rörelsen. Hon var den som fann Jesu grav tom och den första som vittnade om hans uppståndelse. Hon förknippas ofta med den i Lukasevangeliet (7:36–50) namnlösa synderska som i farisén Simons hus kom till Jesus med en flaska balsam, "vätte hans fötter med sina tårar och torkade dem med sitt hår, och hon kysste hans fötter och smorde dem med sin balsam". Maria Magdalenas botgörelse var ett populärt tema i det italienska måleriet under den katolska motreformationen. Den tidigare synderskan symboliserade frälsning genom biktens sakrament. Hon avbildas ofta botfärdig och ångerfull över sitt tidigare leverne. Hennes helgonattribut är smörjelsekärl. Hon avbildades också ofta med en dödskalle, en symbol för livets förgänglighet. Dödskallen finns återgiven i flera av Gentileschis Magdalenamålningar.   

## Florensversionen
Gentileschi skildrar här Maria från Magdala i en praktfull gul sidenklänning. På bordet framför henne står en spegel, symbolen för fåfänga, med inskriptionen "Optimam partem elegit" ("du har valt den bästa delen", nämligen dygd, Lukasevangeliet kapitel 10:42). På golvet framför hennes fötter står ett smörjelsekärl, hennes helgonattribut. Målningen är signerad "Artemisia Lomi" på stolsryggen. Båda inskriptionerna kan vara senare tillägg utförda av andra än konstnären.  
Målningen dateras till omkring 1615–1618, det vill säga under Gentileschis florentinska period och var troligen beställd av Maria Magdalena av Österrike som var gift med storhertigen Cosimo II de' Medici.  

## Sevillaversionen
Målningen målades av Gentilesci efter att hon återvänt till Rom. Den förvärvades av hertig Fernando Afán de Ribera y Téllez-Girón(en) när han var spansk ambassadör till den Heliga stolen 1625–1626. Efter att ha varit vicekung i Neapel till 1631 återvände han till Sevilla där tavlan nu hänger i stadens katedral. Axelbandet till Maria från Magdalas klänning har ändrats i efterhand för att skyla helgonets hud. Det framgår av en kopia som också tillskrivs Gentileschi och som nu är utställd på Museo Soumaya i Mexico City.  

## Bildgalleri
| Bild | Titel                                                                      | År (cirka)             | Storlek (cm)  | teknik         | Museum               | Ort         | Proveniens                                               |
| ---- | -------------------------------------------------------------------------- | ---------------------- | ------------- | -------------- | -------------------- | ----------- | -------------------------------------------------------- |
|      | Maria Magdalena                                                            | cirka 1615–1618        | 146,5 x 108   | olja på duk    | Palazzo Pitti        | Florens     |                                                          |
|      | Den botfärdiga Magdalena                                                   | cirka 1624–1626        | 122 x 97      | olja på duk    | Katedralen i Sevilla | Sevilla     |                                                          |
|      | Den botfärdiga Magdalena (Maria Magdalena som Melankoli)                   | 1620-talet             |               | olja på duk    | Museo Soumaya        | Mexico City |                                                          |
|      | Maria Magdalena i extas                                                    | cirka 1620–1625        | 81 x 105      | olja på duk    | privat ägo           | –           | Såld 26 juni 2014 för 865 000 på Sotheby's.              |
|      | Den botfärdiga Magdalena (attribueras Orazio eller Artemisia Gentileschi.) | 1630–talet             | 49 x 40       | olja på koppar | privat ägo           | –           |                                                          |
|      | Den botfärdiga Magdalena                                                   | 1640-talet             | 83,2 x 69,8   | olja på duk    | privat ägo           |             | Såld på Christie's den 22 april 2021 för 687 500 dollar. |
|      | Maria Magdalena i extas                                                    | 1630- eller 1640-talet | 129,8 x 180,4 | olja på duk    | privat ägo           |             | Såld den 30 april 2019 för 442 500 euro.                 |
|      | Den botfärdiga Magdalena                                                   | 1640 (cirka)           | 134,8 x 112,9 | olja på duk    | Nasjonalmuseet       | Oslo        | Donerad till museet av Betsy Cappelen 1866.              |